# Passaporte albanês
O passaporte albanês (Pasaporta shqiptare) é um documento de viagem e identidade, é emitido a cidadãos que são nacionais da Albânia, e permite que vão ao estrangeiro. A autoridade responsável para emitir é o Ministério de Interior. Desde 2009 a Albânia emite passaportes biométricos para seus cidadãos.
O passaporte albanês segue as normas da Organização de Aviação Civil Internacional (ICAO).

## História
Os primeiros passaportes albaneses foram emitidos nos anos 20, durante a consolidação do Estado albanês. Durante o período comunista, de 1945 a 1991, a Albânia não permitia que seus cidadãos viajassem pro exterior e não emitia passaportes comuns, apenas diplomáticos e oficiais. Desde 1991, são emitidos passaportes para qualquer cidadão albanês que o requerer.

## Aparência física
De 1991 até 1996 o passaporte era vermelho e não continha qualquer elemento de segurança se não um selo seco sobre a foto do titular. Os dados eram escritos à mão. De 1996 até 2002, o passaporte era marrom e teve os primeiros elementos de segurança como os dados imprimidos e a foto foi laminada. Os dados foram escritos por máquina. Os passaportes emitidos em 2002 e ainda em circulação têm condições de segurança excelentes e anti falsificantes. A foto é impressa sobre a página e é respondido por lado e é UV reativo. O código alfanumérico no fundo da página de dados faz ele legível mesmo com um scanner óptico. Foi implementado microprinting, imagens holográficas, imagens visível só com luz de UV, filigree e outros detalhes.
Começando em 2009, o governo albanês, como parte de um projeto maior modernizar e trazer aos melhores padrões internacionais, começou a emitir passaporte biométrico e o cartão de identificação biométrico para seus cidadãos. Estes passaporte, além de todas as características de segurança mencionadas acima, também contêm um microchip em que são armazenados dados biométricos do portador, tal como impressões digitais, a foto e firma. Os dados são extraídos da lasca com a tecnologia de RFID de rádio.

## Galeria de passaportes

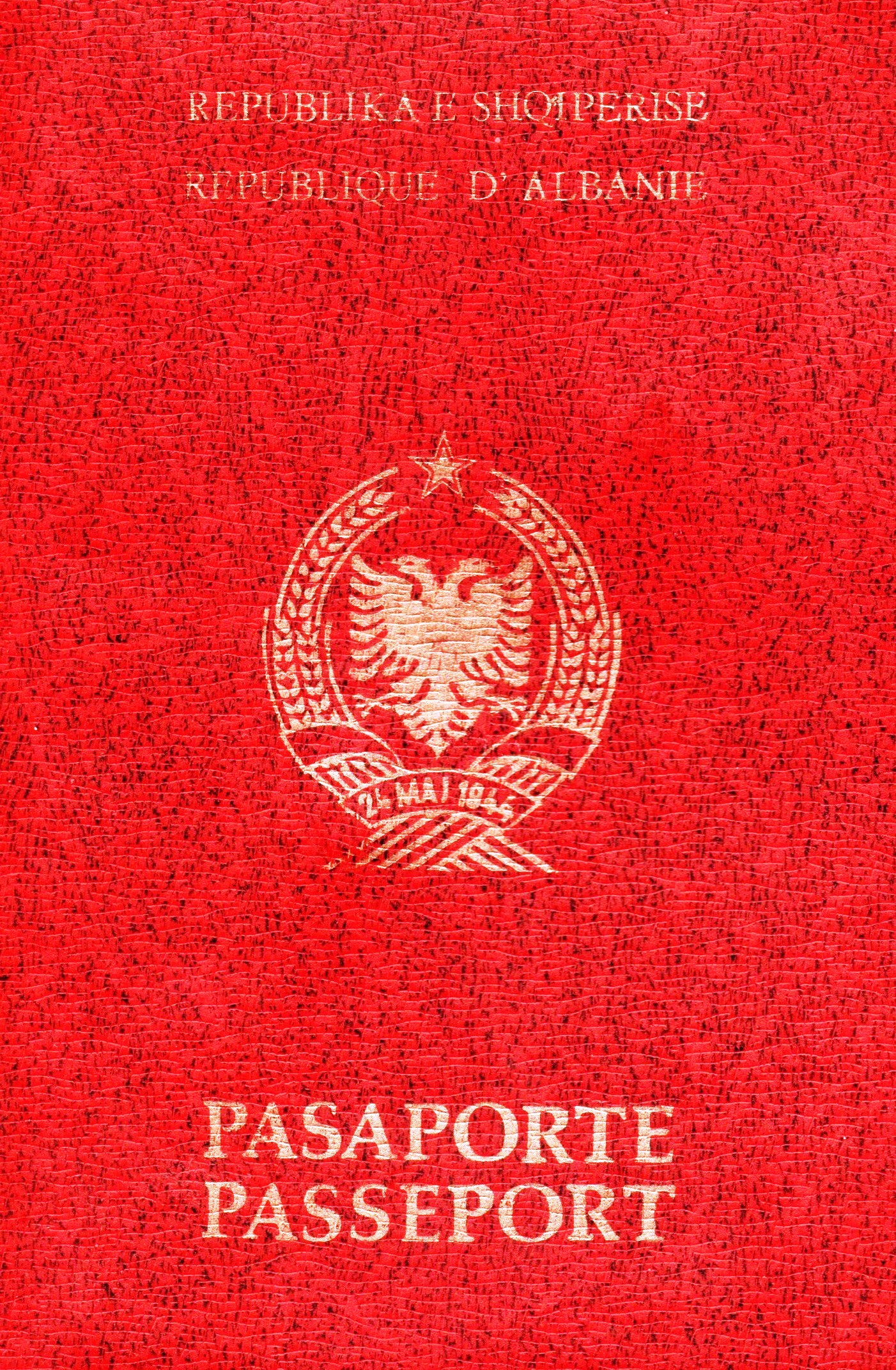
Passaporte emitido em 1991
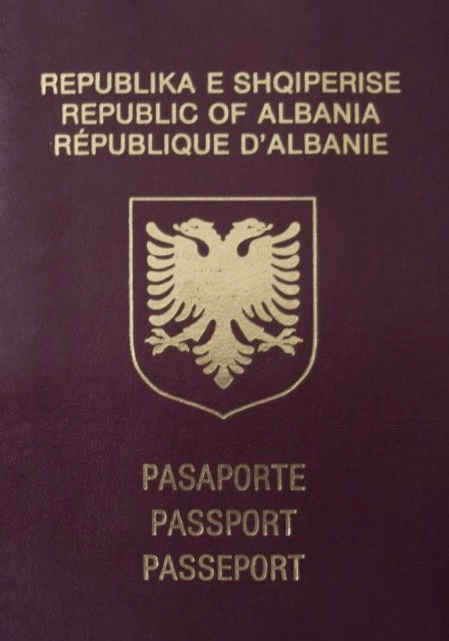
Passaporte emitido em 1996
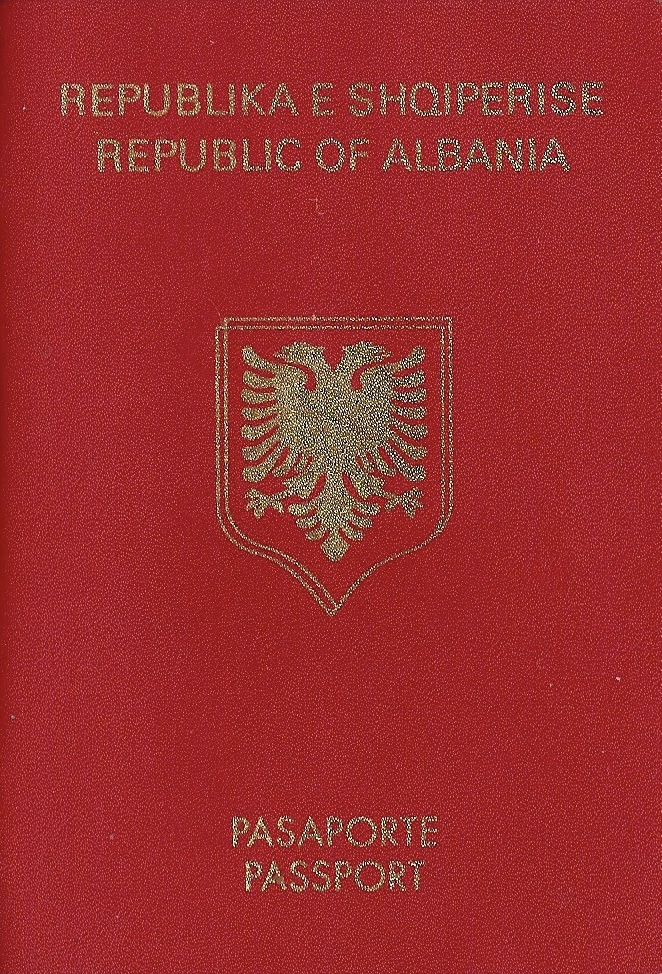
Passaporte emitido em 2001
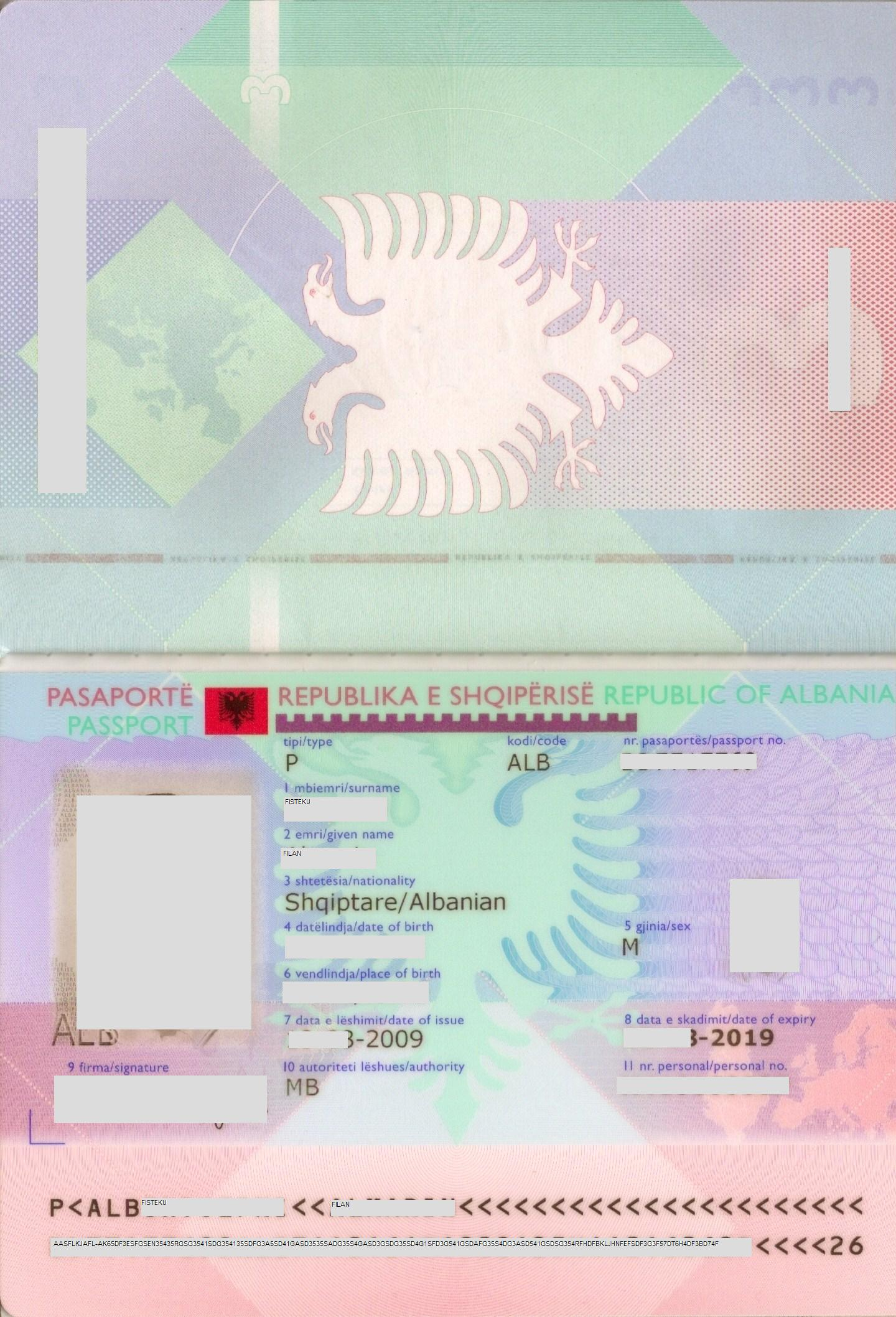
Página de dados de um passaporte albanês biométrico